# 7-й Дачный
7-й Дачный — микрорайон Саратова, располагающийся в Ленинском районе.

## Географическое положение
Микрорайон 7-й Дачный находится в северо-западной части города. Рельеф микрорайона холмистый. Лесной массив, прилегающий к микрорайону, очень богат родниками.

## История
В середине XX века Ленинский район был пригородом Саратова, состоящим из дачных посёлков, одним из которых и являлся микрорайон 7-й Дачный. В 1983 году «Главное управление специального строительства по территории Приволжского федерального округа при Федеральном агентстве специального строительства» (сокращённое наименование ФГУП «ГУССТ № 5 при Спецстрое России», а тогда — специальная строительная организация Саратовстрой МВД СССР) строит в 7-м Дачном новый микрорайон многоэтажных домов.
В 2010-х годах возобновилось строительство многоэтажных домов — на улицах Гвардейская и Зеленогорская.

## Улицы
| - Улица Хабаровская - 3-й Хабаровский проезд - Улица Крылова - Улица Чайковского - Улица Льва Толстого - Улица Панфилова - Улица Латвийская | - Улица Островского - Проезд Островского - Улица Гвардейская - Улица Волновая - Улица Малая Дубовая - Улица Зеленогорская - Улица Большая Зеленогорская - Улица Малая Зеленогорская |

## Объекты и учреждения

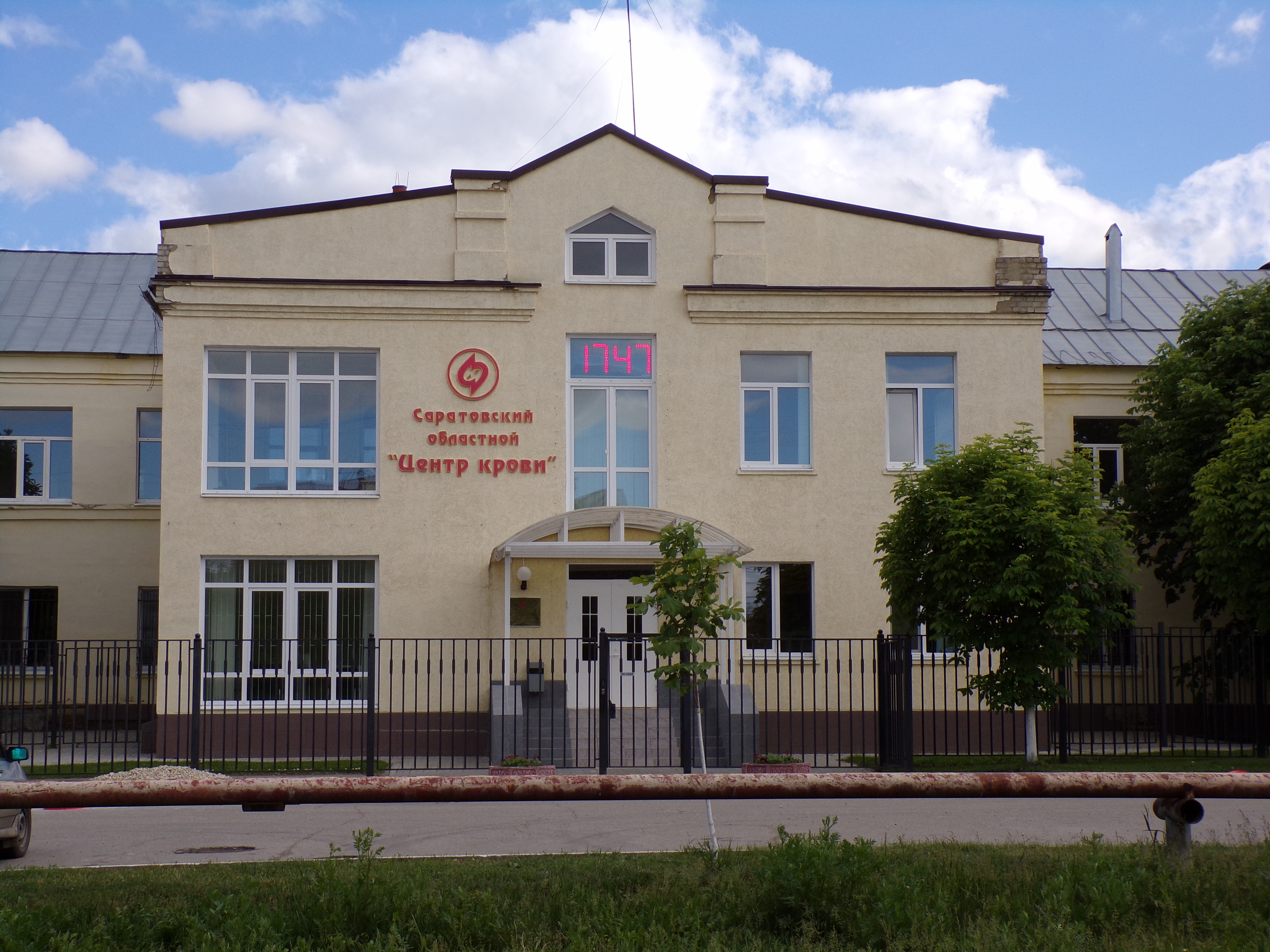
Саратовская областная станция переливания крови

- МДОУ «Детский сад № 177» (ул. Крылова, д. 1б)
- АО НПП «Контакт» (ул. Б. В. Спицына, д. 1)[6]
- ГУЗ «Саратовская областная станция переливания крови» (Центр крови) (ул. Гвардейская, д. 27)[7][8][9]
- ГАУ Саратовской области «Детский оздоровительный лагерь „Звездный“» (ул. 7-я Дачная)[10][11]
- Мини-маркеты сетей «Магнит», «Пятёрочка», «Рубль Бум», «Красное и Белое»

## Общественный транспорт
- Маршрутные такси № 35, 46
- Автобусы № 18д, 9б, 9а
- Троллейбус № 5а, 11
- Трамвай № 4, 6

## Административное положение
Микрорайон относится судебному участку участок № 5 Ленинского района.
В 2006 году микрорайон попал в Избирательный округ № 12.